# 特里特圣莱热
特里特圣莱热（法語：Trith-Saint-Léger，法語發音：[tʁit sɛ̃ leʒe]）是法国上法蘭西大區北部省的一个市镇，属于瓦朗谢讷区。

## 地理
特里特圣莱热（50°19'32"N, 3°29'9"E）面积6.87 平方千米，位于法国上法蘭西大區北部省，该省份为法国最北部的省份及最长的省份，西北濒北海，西接加来海峡省，南至埃纳省和索姆省，东与比利时接壤。
与特里特圣莱热接壤的市镇（或旧市镇、城区）包括：拉桑蒂内勒、欧努瓦莱瓦朗谢讷、法马尔斯、曼镇、普鲁维、瓦朗謝訥。

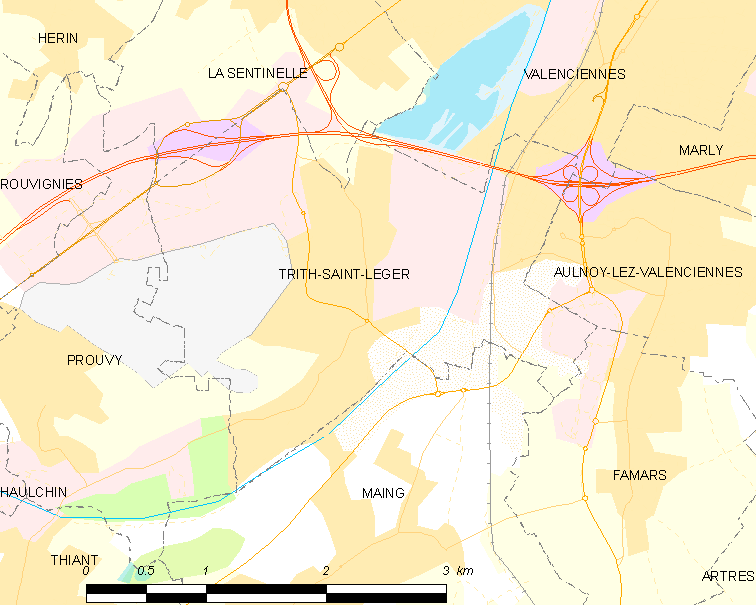
特里特圣莱热的OSM定位图

特里特圣莱热的时区为UTC+01:00、UTC+02:00（夏令时）。

## 行政
特里特圣莱热的邮政编码为59125，INSEE市镇编码为59603。

## 政治
特里特圣莱热所属的省级选区为欧努瓦莱瓦朗谢讷县。

## 人口

1962-2008年间特里特圣莱热人口变化图示

特里特圣莱热于2022年1月1日时的人口数量为6062人。